# Микулинецький цвинтар

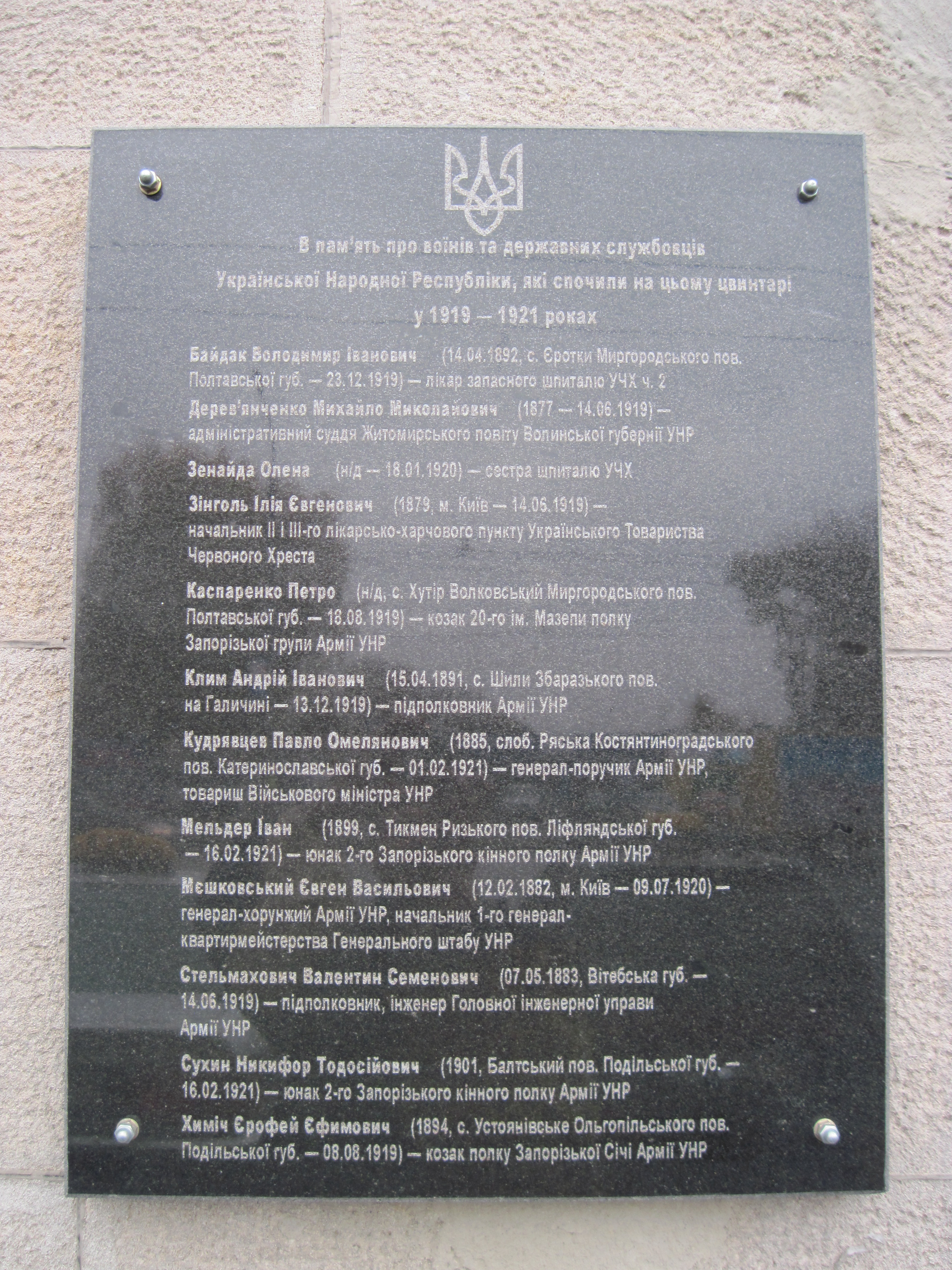
Пам'ятна таблиця при вході на цвинтар

Микулине́цький цви́нтар — некрополь у м. Тернополі. Розташований у південній частині міста, на пагорбі дороги, що веде на містечко Микулинці, на вул. Микулинецькій (звідси назва цвинтаря).
Це 4-й цвинтар в історії Тернополя, закладений 1840 року. Першим на новому місці поховали ченця Вільгельма Стенгліна (23 лютого 1841). Через дорогу — частково збережене єврейське кладовище, закладене водночас із християнським.

## Поховання
На Микулинецькому цвинтарі багато високомистецьких надгробків другої половини XIX ст., зокрема на могилах М. Бауера (скульптор Йоган Баптист Шімзер), Анни та Емілії Губер (скульптор Павло Евтельє).

### Відомі діячі

Могила керівника генерального штабу армії УНР Євгена Мишковського

- священник, єзуїт, художник Антоній Райхенберґ
- активні діячі ОУН Яків Пришляк, Павло Голояд, Омелян Польовий
- бургомістри Фелікс Погорецький і Володимир Лучаківський,
- багаторічний парох УГКЦ міста о. Володимир Громницький
- генерал Армії УНР Євген Мишковський,
- сотник Українських січових стрільців Григорій Клим
- артисти Катерина Рубчакова (перепохована 1958 року стараннями доньки Ольги[1]), Теодозія Бенцалева, Людмила Зубрицька,[2] Павло Загребельний, Володимир Калин, Сузанна Коваль, Семен Онипко,
- театральний режисер Михайло Форгель
- поети Борис Демків, Володимир Вихрущ, Іван Демчишин, Ярослав Бенза, Олександр Смик
- художник, сценограф, скульптор Казимир Сікорський
- голова міськвиконкому О. Церковнюк
- директор Першої тернопільської гімназії Маврицій Мацішевський
- лікар І. Мазур
- художники Степан Данилишин, Степан Нечай, Діонізій Шолдра
- письменники та журналісти Микола Костенко, Володимир Сушкевич,
- ректори Леонід Ковальчук, Сергій Юрій
- герой Небесної сотні Тарас Слободян
- Герої Радянського Союзу І. Адушкін, М. Говоров, М. Матвеєв, В. Мильніков, І. Нікульніков.

### Могили вояків УСС і УГА

Меморіал УССам

На східному краю цвинтаря (сектор XIII) — могили вояків УСС і УГА, на яких — хрести. У 1920-х виділено ділянку, де було насипано 8 могил УСС, встановлено дубові хрести й споруджено огорожу із зображенням тризубів (знищені під час 2-ї світової війни). 1976 року ці могили бульдозерами зрівняли із землею. 1989 р. на честь 70-річчя останніх поховань січових стрільців тернополяни впорядкували могили і встановили 9-метровий бетонний хрест. 30 липня того ж року до могил УСС НРУ і товариство «Меморіал» організували масовий похід громадськості, 30-тисячне віче й панахиду. 2000 року за сприяння міського голови Тернополя Богдана Левківа могили УСС реконструйовано, зокрема, впорядковано територію, встановлено 8 козацьких хрестів, головний козацький хрест і гранітну плиту. Роботи з реконструкції (35 тис. грн.) профінансувала Тернопільська міська рада.

### Братська могила жертв тоталітарного режиму

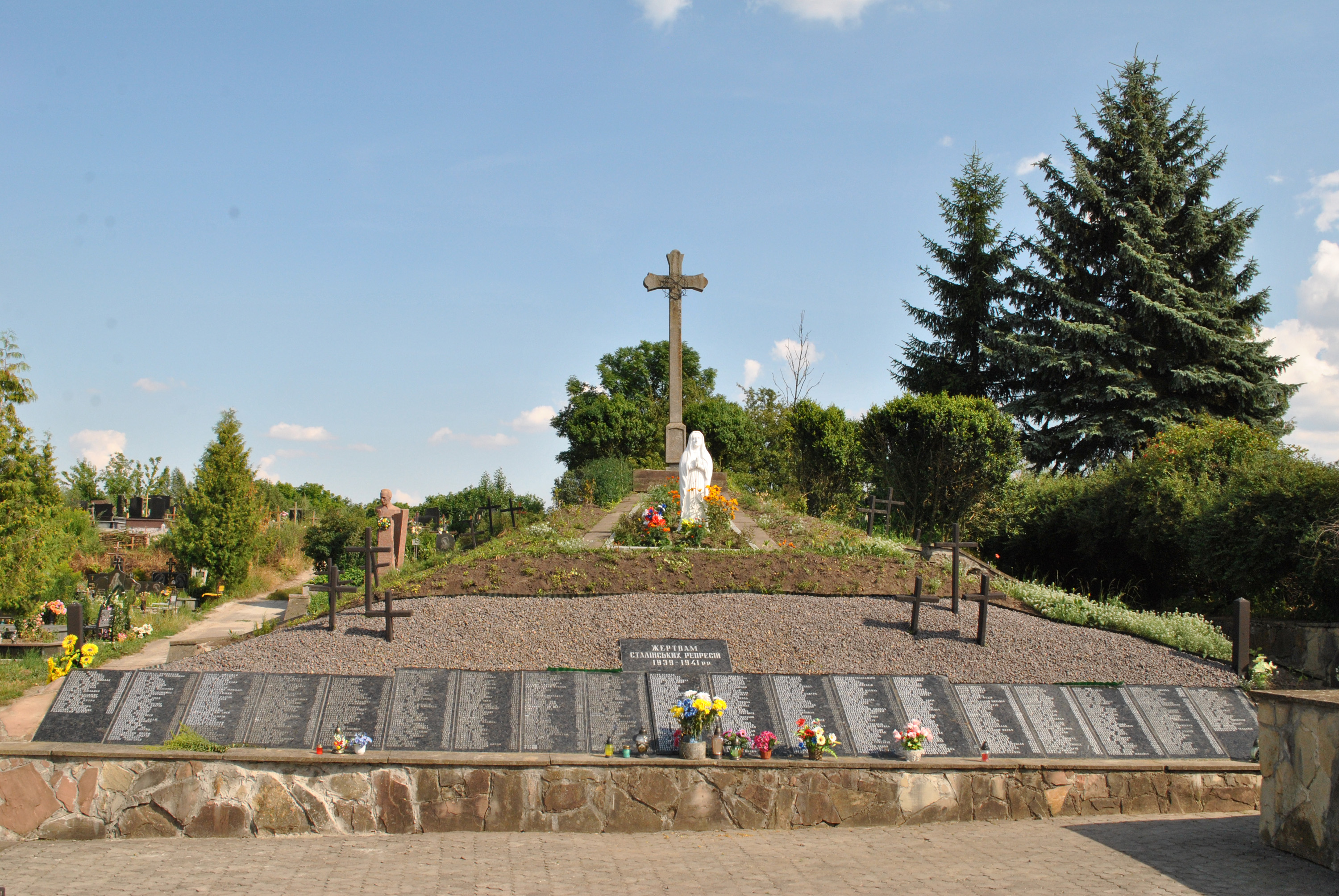
Братська могила жертв тоталітарного режиму

Неподалік (сектор XV) — курган із хрестом на місці поховання жертв тоталітарного режиму (1939—1941): лише 1941 року в міській в'язниці НКВС замордовано близько 500 галичан. Біля кургану — могила поручника УПА Омеляна Польового-«Остапа».
У дні Пресвятої Трійці та всіх Святих (1 листопада) тут відбуваються традиційні панахиди.

### Військовий цвинтар

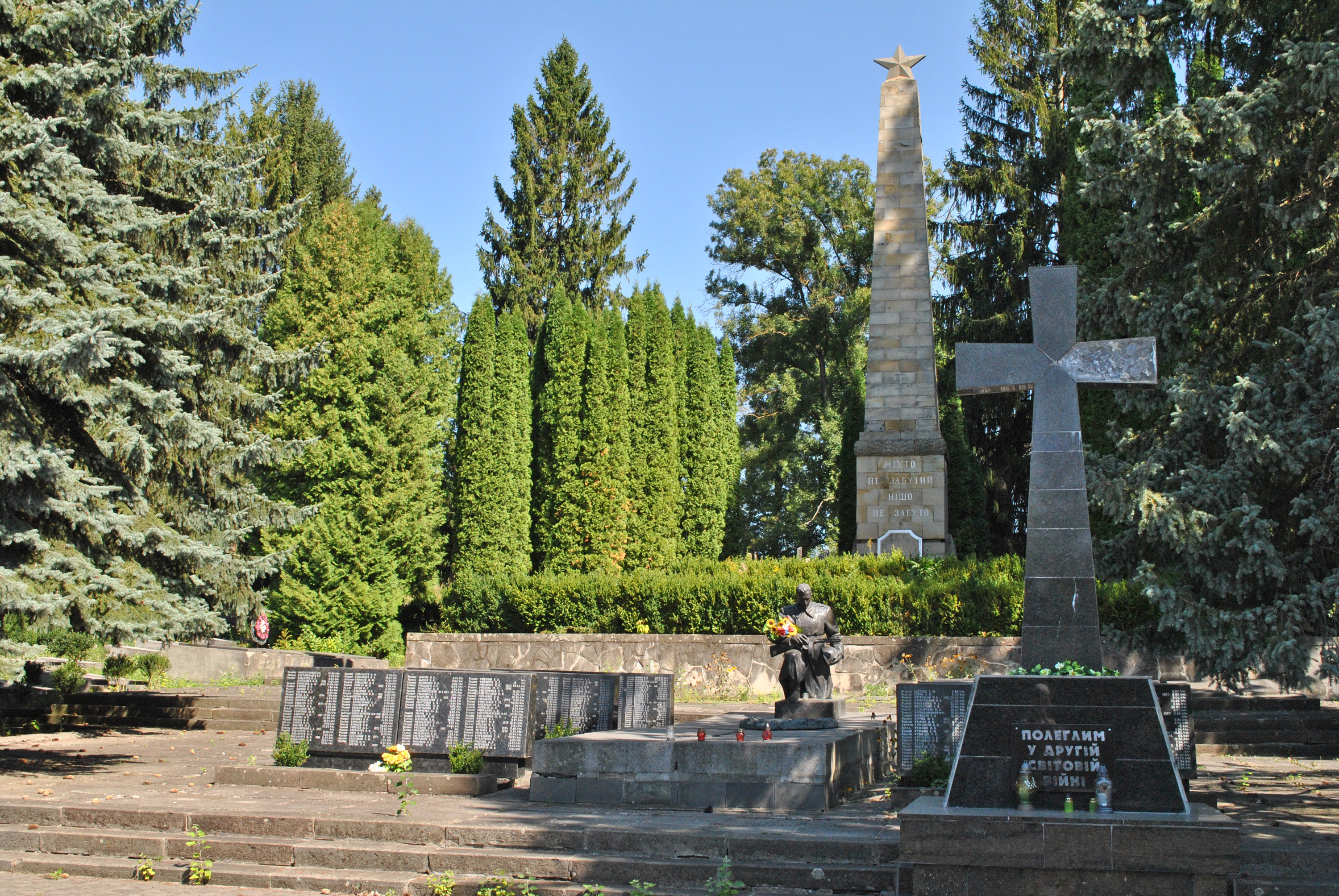
Військове кладовище

Братський цвинтар воїнів-червоноармійців (сектор XV), які полягли при штурмі Тернополя (9 березня — 15 квітня 1944 радянська армія втратила близько 48 тис. солдатів і офіцерів), сучасного вигляду набув після реконструкції у 1964 році. Частину з них перенесено з поховань 336-ї стрілецької дивізії з Монастирського цвинтаря, що існував біля Успенської церкви. Тут є 17 братських і 308 індивідуальних могил, у яких поховано 408 відомих бійців і командирів, загиблих при штурмі Тернополя. Є також 3 братські могили, в яких поховано тисячі безіменних. Списки загиблих зберігаються в міському військкоматі.
У центрі некрополя височить прямокутний обеліск заввишки 11 м, виготовлений із червоного каменю-пісковику. Паралельно з обеліском на прямокутному постаменті розміщена скульптура воїна (висота — 1 м 75 см) на постаменті (висота — 2 м).

### Меморіал загиблих в АТО

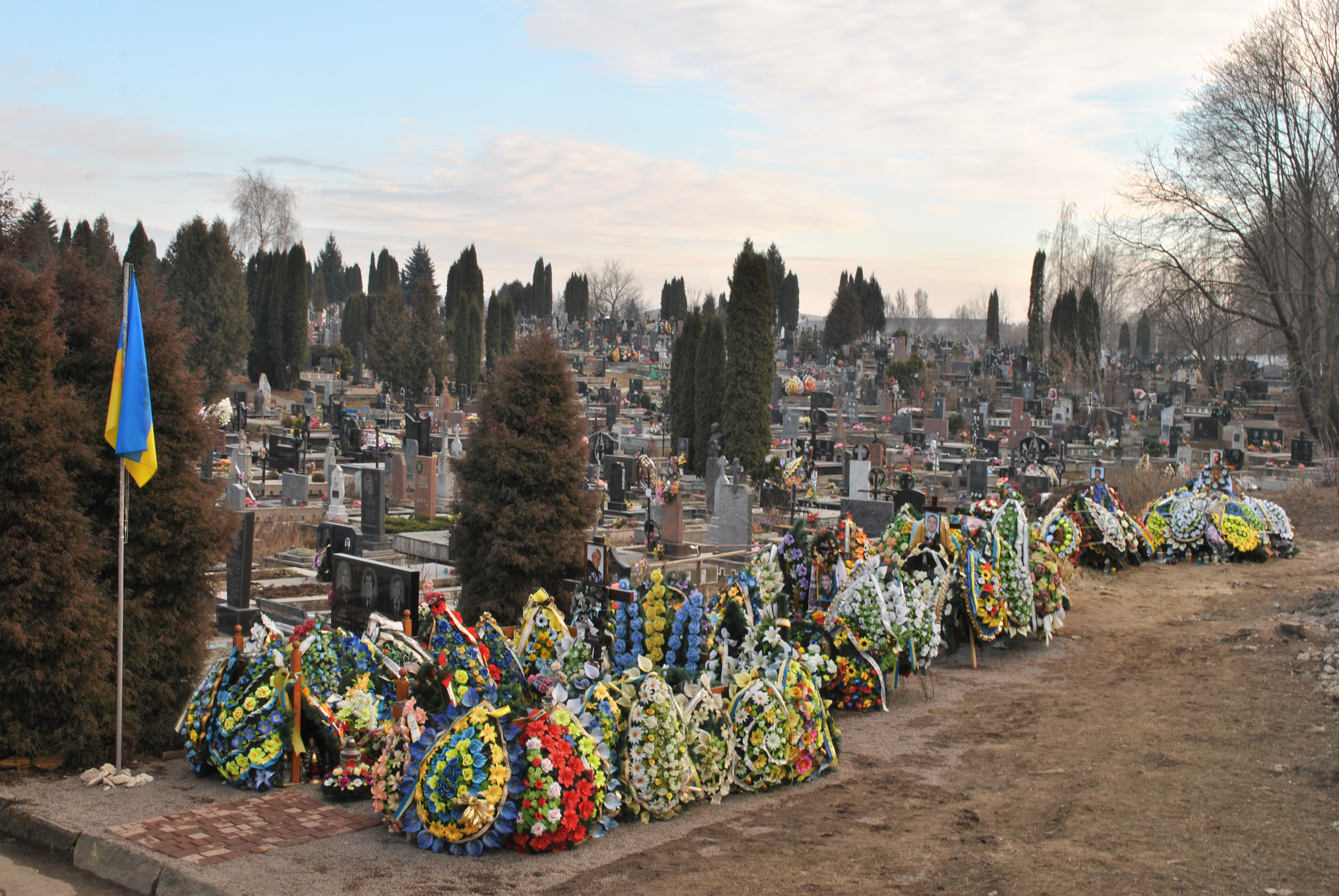
Меморіал загиблих в АТО

У ділянці № 33, що від вулиці Микулинецької, розташовані могили військовослужбовців, що загинули на Сході України під час проведення АТО. Станом на 22 липня тут поховано шестеро тернополян (Андрій Юркевич, Зіновій Флекей, Павло Римар, Назар Сикліцкий, Олександр Орляк, Віталій Лотоцький) та один уродженець Алчевська (Федір Коломієць).
Павло Бас похований окремо на іншій ділянці кладовища.
З початком повномасштабного російського вторгнення в Україну на Алеї Героїв поховані: Ростислав Ратниченко, Володимир Блажків, Назар Львівський, Артем Узуналов, Ярослав Федьків, Володимир Теслюк, Євген Щенніков, Володимир Фоменко, Ігор Худий, Володимир Заблоцький, Микола Голубович, Олександр Осадко, Олег Хрущ, Олексій Єрмаков, Микола Дяченко, Андрій Побережник, Ігор Гесюк, Сергій Шишковський, Ігор Мельник, Віталій Дерех, Ярослав Кондратюк, Андрій Федорків, Ігор Писаревич, Володимир Брода, Андрій Теребій, Микола Курик, Вадим Гайдін, Олександр Питель, Роман Стецюк, Ігор Боцій, Артур Шараськін, Володимир Савчук, Віктор Яцуник, Володимир Кобилецький, Віталій Стадник, Олексій Карпюк, Олександр Слугоцький, Віталій Мотичок, Андрій Барський, Павло Лисобей, Юрій Стефанишин, Віталій Наумов, Олексій Черевко, Анатолій Гнідий, Сергій Бойко, Тарас Щирба, Тимофій Антощук, Олександр Діваков, Михайло Левків, Віталій Коваль, Віталій Невінський, Олег Зубик, Володимир Гвоздик, Григорій Касянчук, Іван Бас, Роман Остапів, Ігор Бутрин, Тарас Холява, Сергій Заблоцький, Ігор Гаврилюк, Михайло Процик, Артур-Артем Харів, Віктор Мельниченко, Назарій Шимків, Сергій Хорощак, Богдан Акінжели, Василь Огірок, Богдан Покітко, Андрій Божок, Михайло Брикайло, Сергій Король, Павло Бугайський.

### Меморіал бельгійським солдатам
Меморіал бельгійським солдатам бельгійського бронедивізіону, який воював на території Тернопільської області під час Першої світової війни, відкрили 25 квітня 2016 року. На церемонію відкриття прибув Надзвичайний і повноважний посол Бельгії в Україні Люк Якобс.

## Храм
При вході на цвинтар у 1864 році збудована римо-католицька каплиця (нині діюча). В її стіни вмуровано 16 пам'ятних таблиць на честь відомих тернополян, переважно етнічних поляків.

## Галерея

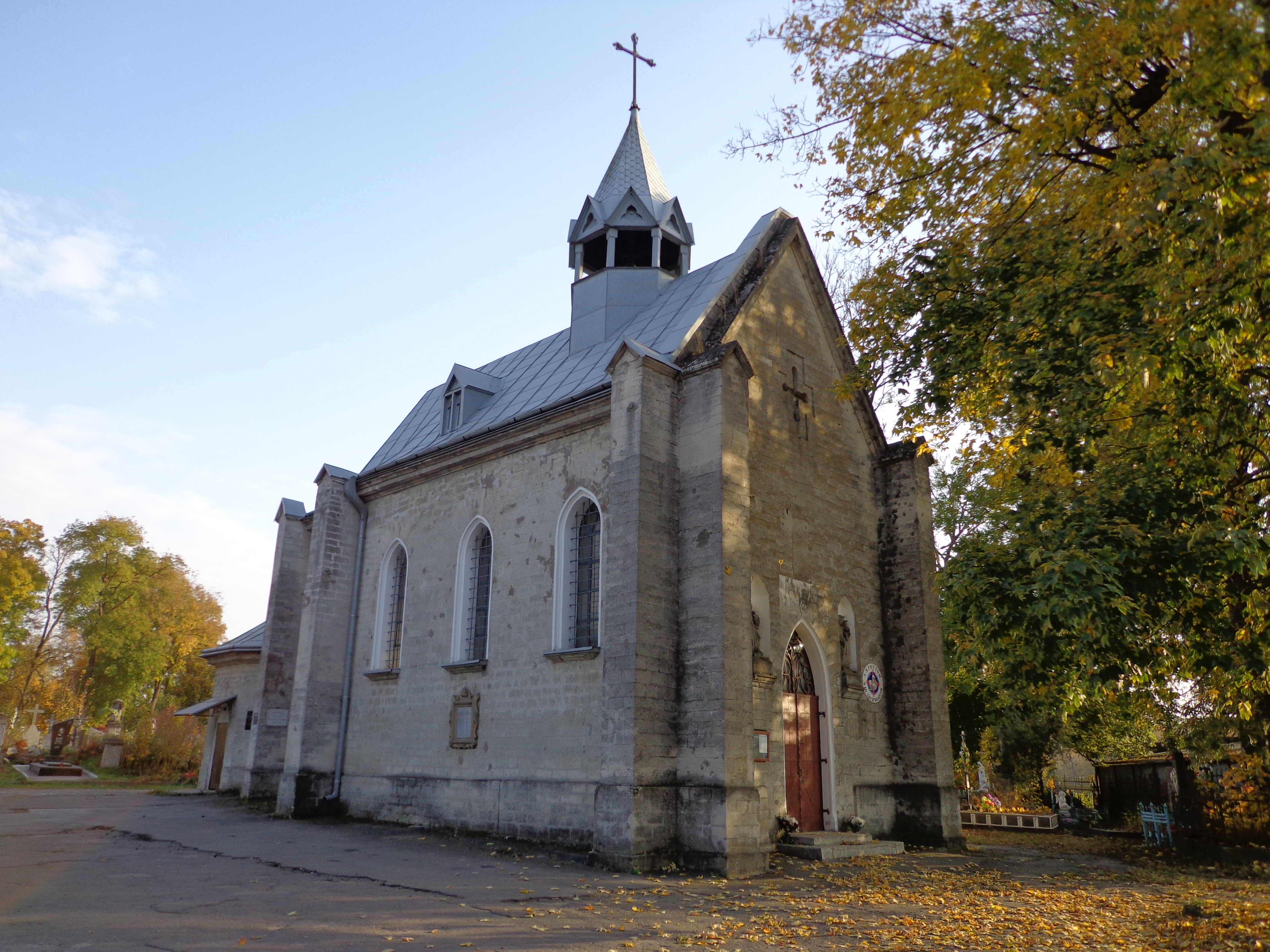
Римо-католицька каплиця (1864[7])
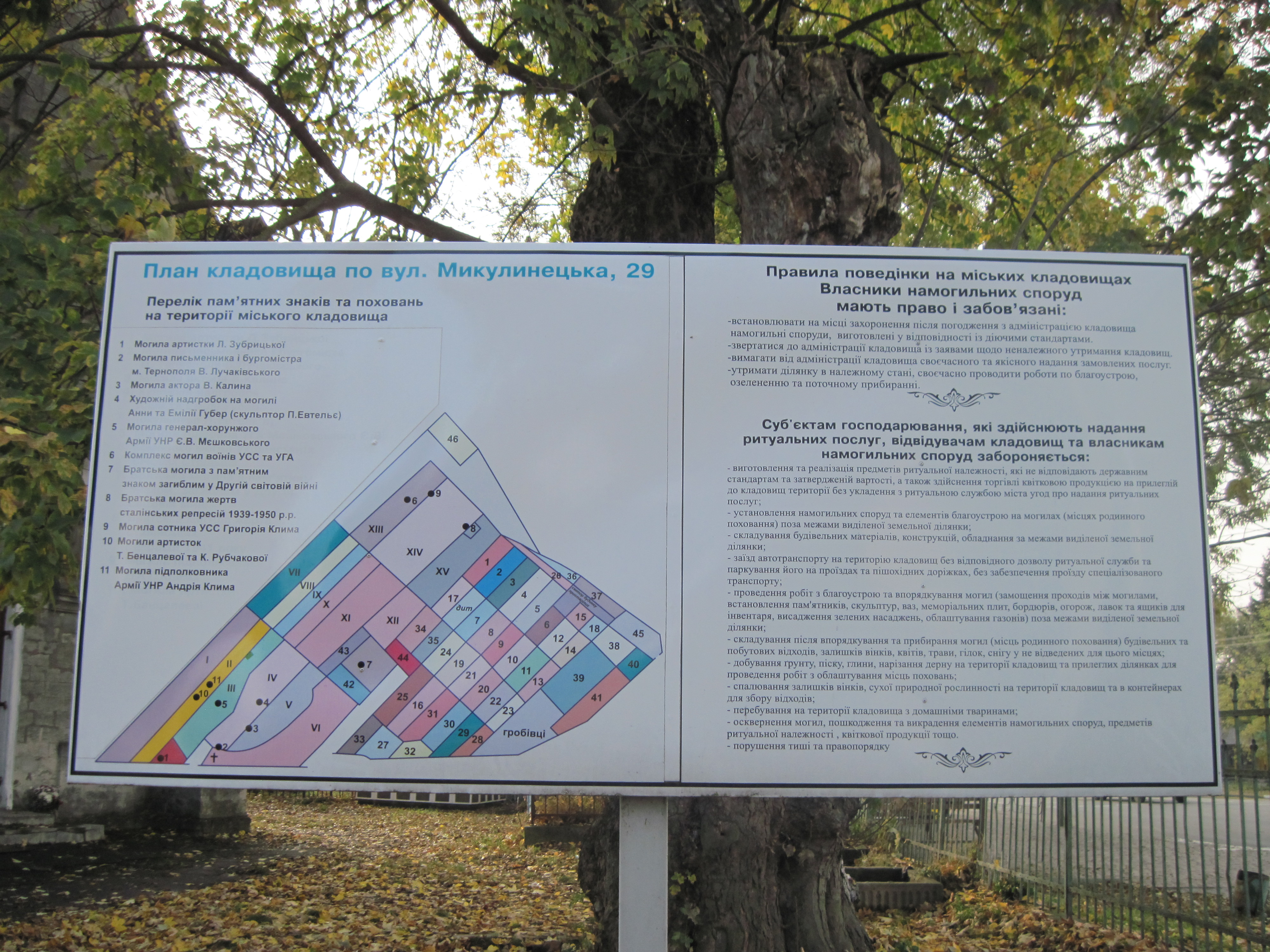
Схема цвинтаря
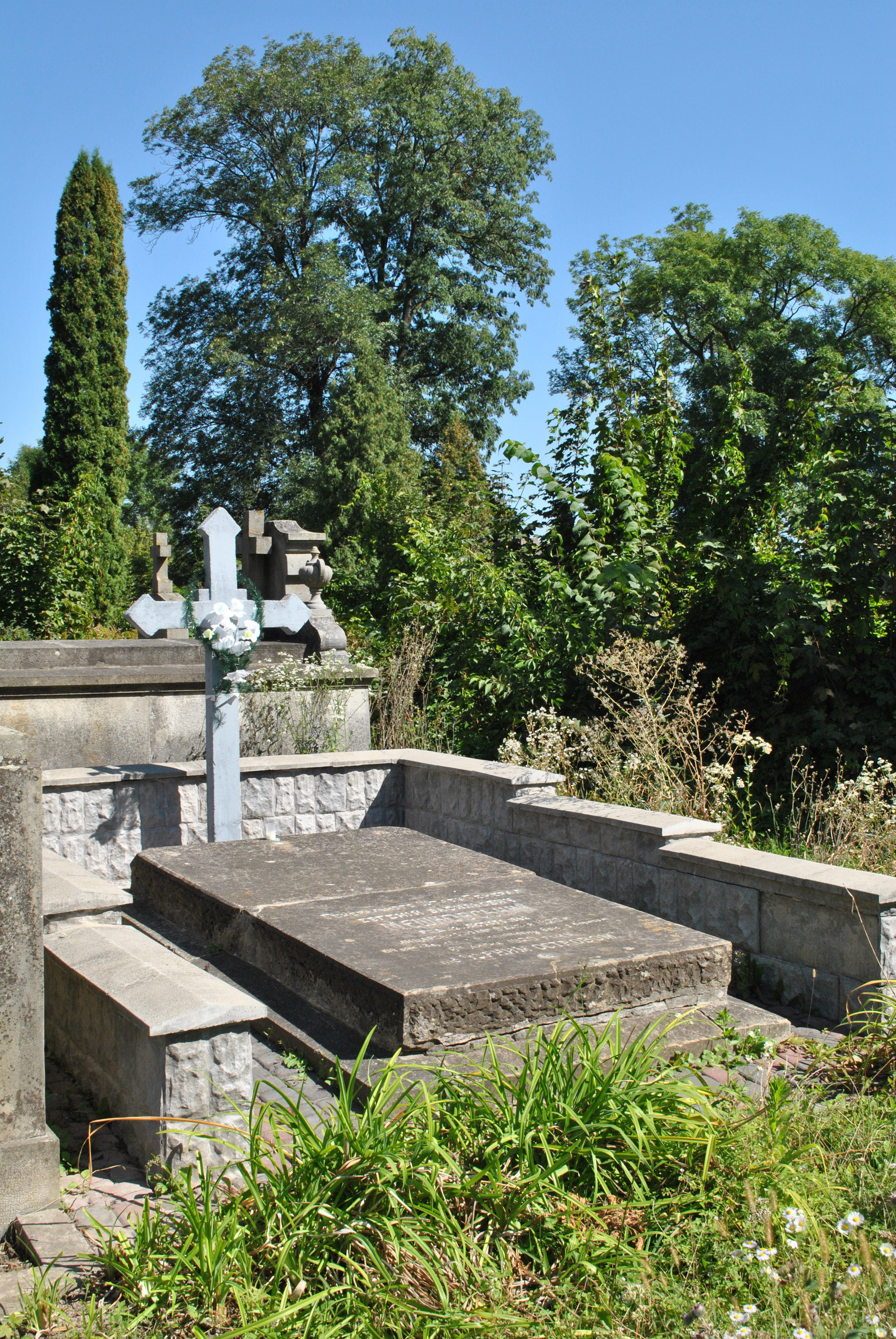
Могила Євгена Мишковського
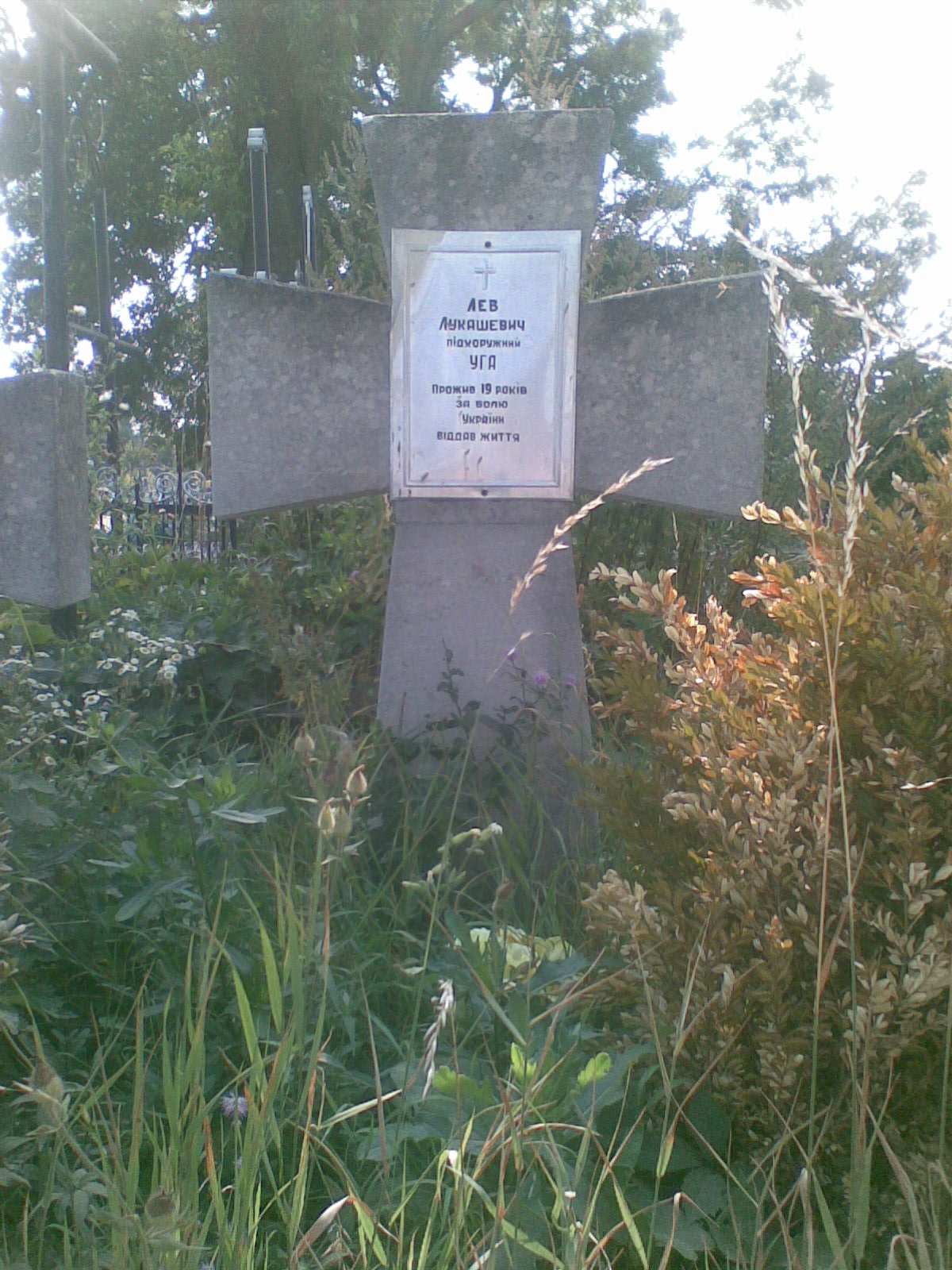
Могила підхорунжого УГА Лева Лукашевича
Могила полковника УПА Омеляна Польового «Остапа»
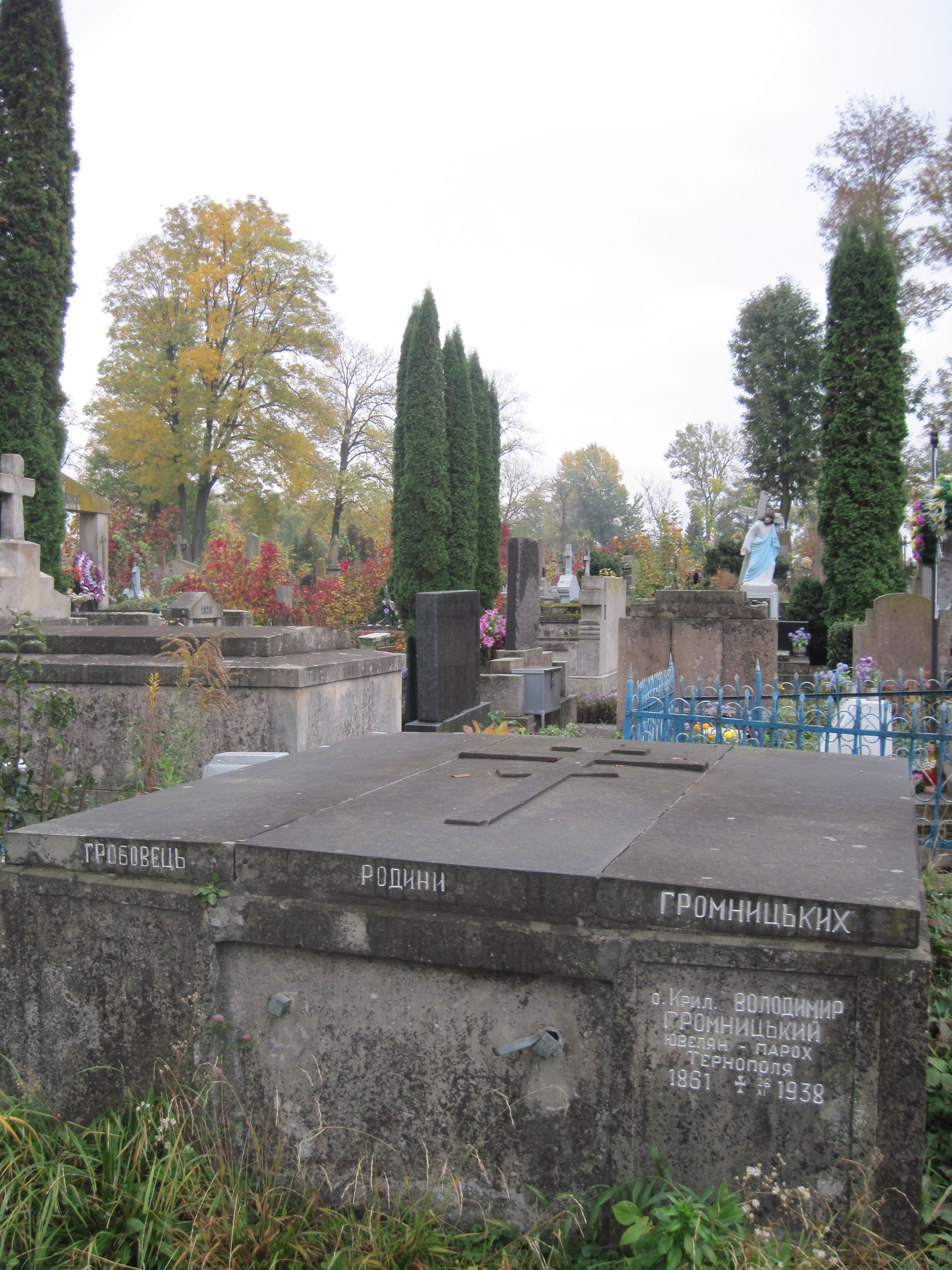
Могила о. Володимира Громницького
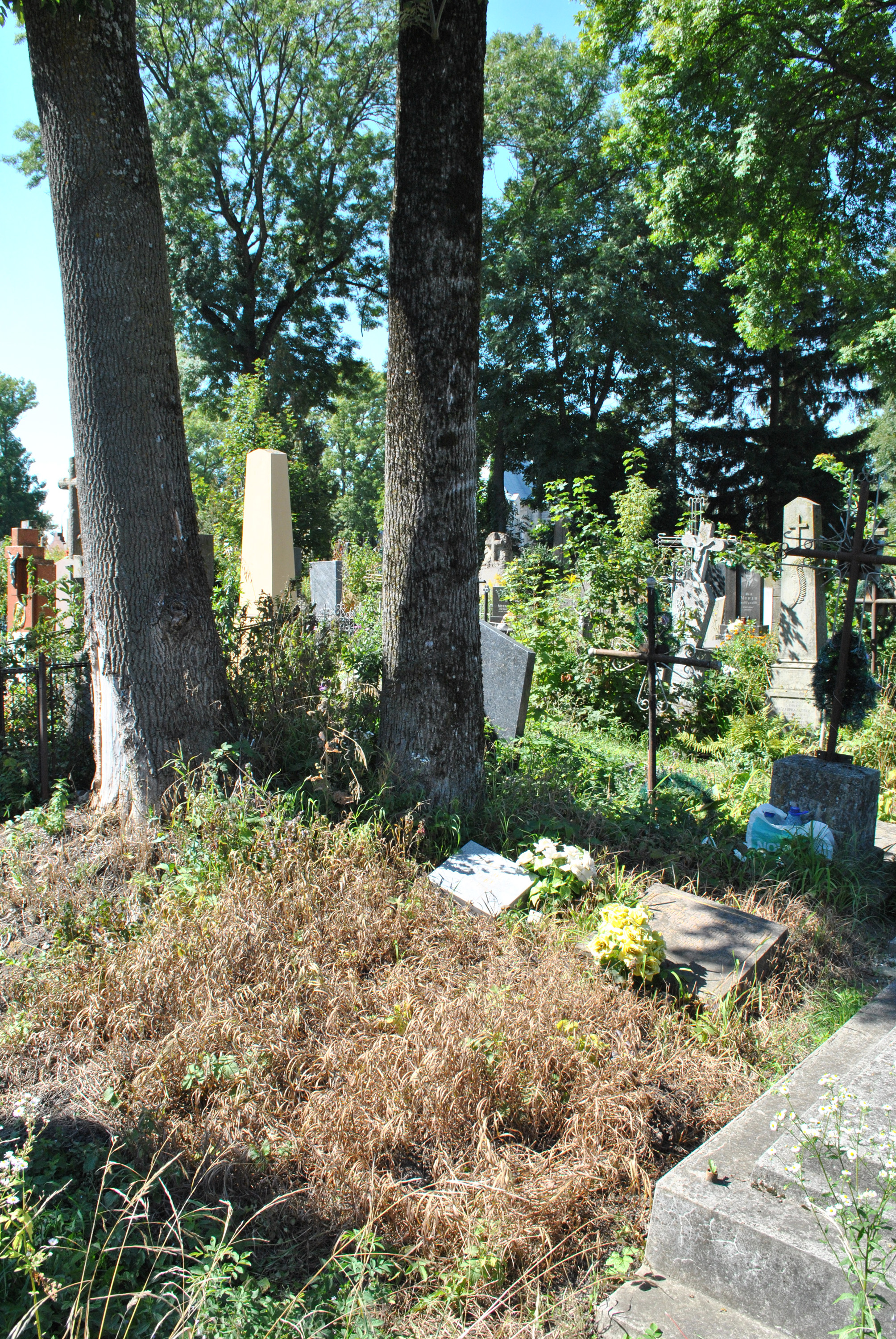
могили Теодозії Бенцалевої та Катерини Рубчакової
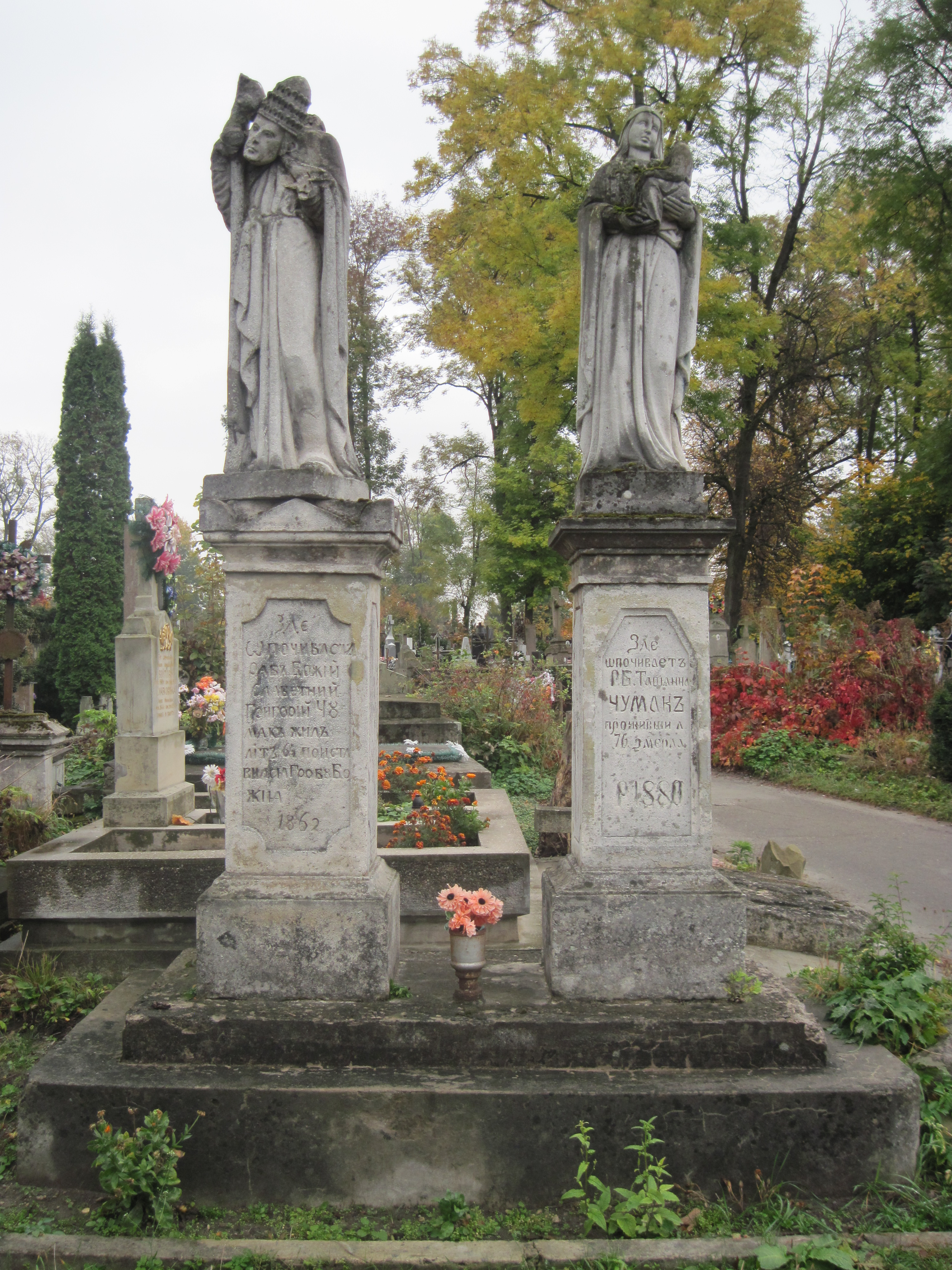
Могила Чумаків, осінь 2014
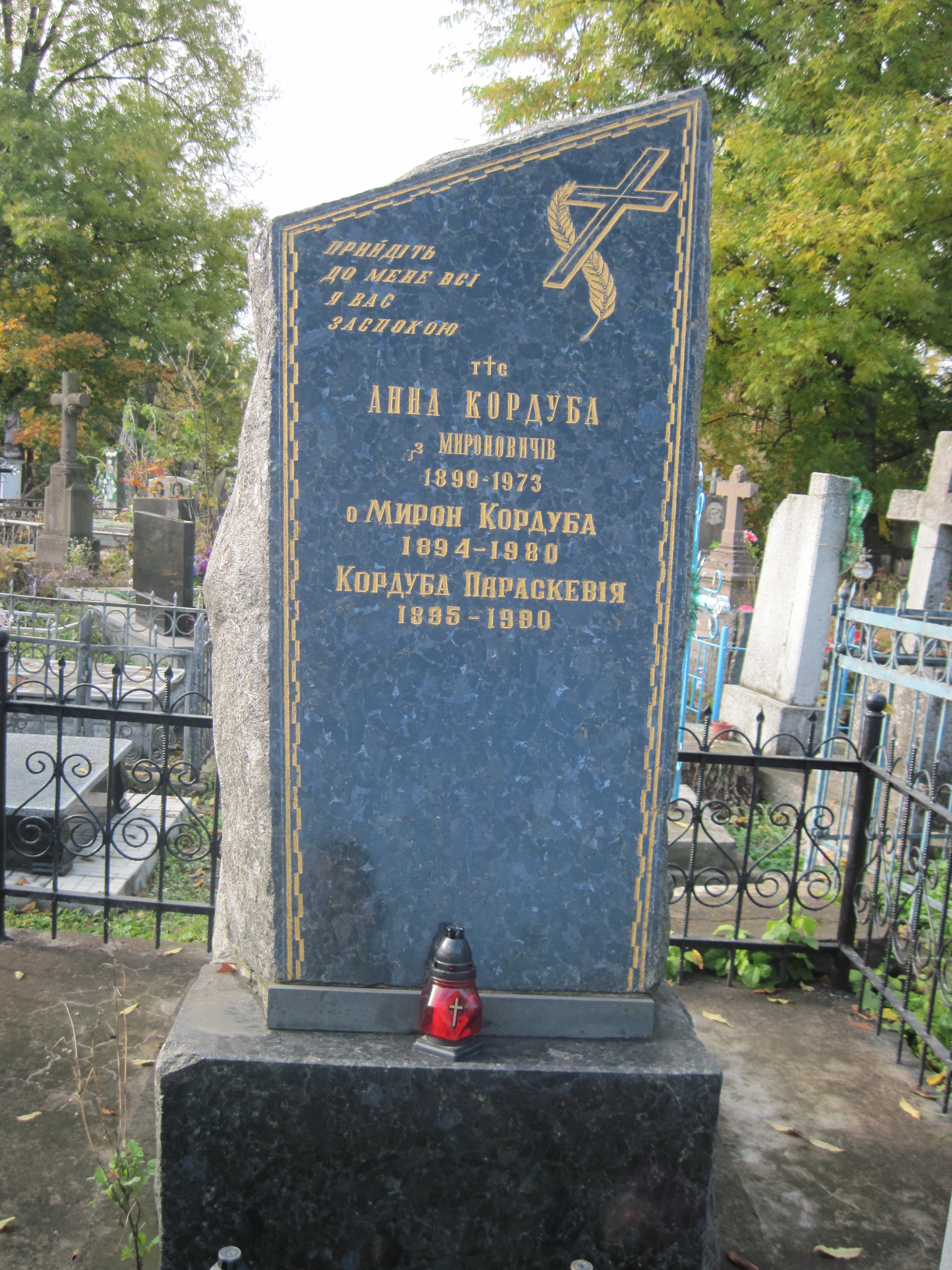
Могила родини Кордубів